# Jean Riemer
 (juillet 2023).
Si vous disposez d'ouvrages ou d'articles de référence ou si vous connaissez des sites web de qualité traitant du thème abordé ici, merci de compléter l'article en donnant les références utiles à sa vérifiabilité et en les liant à la section « Notes et références ».
Pour les articles homonymes, voir Riemer.
Jean Riemer était un technicien, maitre sondeur, du pétrole.

## Biographie

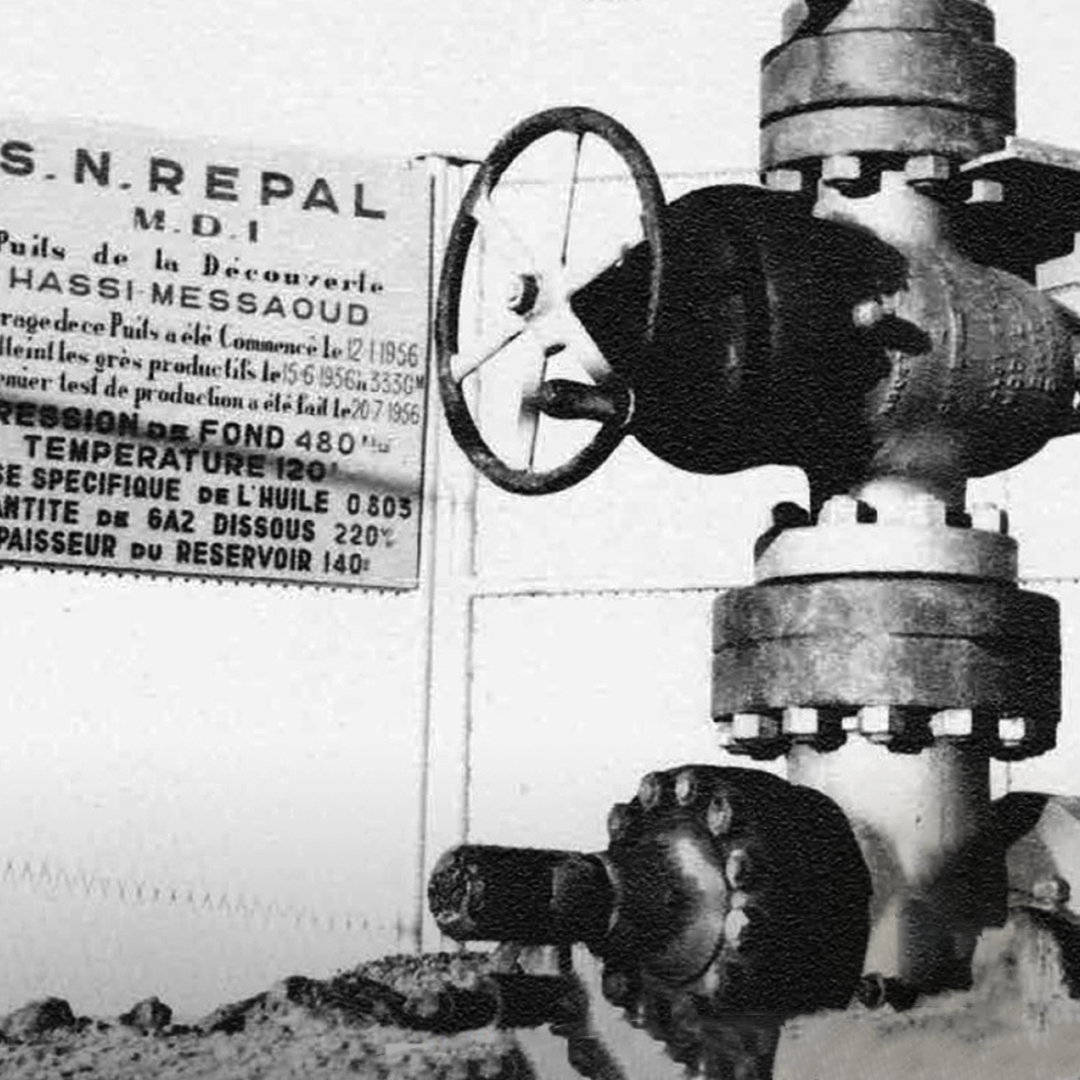
Le puits de la découverte de pétrole, MD1.

Il faisait partie de la première équipe de forage de la S.N. REPAL sur le site de Hassi-Messaoud en Algérie.
Le forage du puits fut commencé le 12 janvier 1956.
Le grès productif fut atteint le 15 juin 1956 à une profondeur de 3 330 mètres.
Le premier test de production fut effectué le 20 juillet 1956. 
Le 15 juin ou 20 juillet 1956 à 15 heures sur le camp MD1 (MD pour Messaoud), Jean Riemer a fait jaillir pour la première fois du pétrole à Hassi-Messaoud.
Cette découverte soudaine et non préparée a donné lieu à un embrasement immédiat et à une explosion qui a laissé le technicien atrocement brûlé et moribond.
Rapatrié en urgence à Alger par avion, Riemer mourra de ses blessures, aux premiers jours du mois d’août 1956, dans une clinique de Maison-Carrée.
Une plaque dédiée à son souvenir fut fixée au puits No 1 de Hassi-Messaoud, nommé "Puits de la Découverte".
En 1962 cette plaque sera enlevée, après l'indépendance du pays.